# Kolin (gmina)
Kolin – dawna gmina wiejska istniejąca w latach 1973–1976 w woj. szczecińskim (dzisiejsze woj. zachodniopomorskie). Siedzibą władz gminy był Kolin.
Gmina Kolin została utworzona 1 stycznia 1973 w powiecie pyrzyckim w woj. szczecińskim w składzie 7 sołectw: Kolin, Krępcewo, Morzyca, Przewłoki, Rzeplino, Strzebielewo i Żalęcino
1 czerwca 1975 gmina weszła w skład nowo utworzonego (mniejszego) woj. szczecińskigo.
2 lipca 1976 gmina została zniesiona przez połączenie jej terenów z dotychczasową gminą Dolice w nową gminę Dolice.